# 土浦市立上大津東小学校
土浦市立上大津東小学校（つちうらしりつ かみおおつひがししょうがっこう）は、茨城県土浦市沖宿町にある公立小学校である。略称は「上東小」「上東」「東小」。

## 沿革

### 年表
（この節の出典）
- 1889年（明治22年）6月25日 - 田村の神國寺境内に上大津尋常小学校として開校。（創立記念日）
- 1892年（明治25年）12月 - 田尋常小学校（田村町1656）に改称。隣の沖宿地区には沖宿尋常小学校（沖宿町894）が開校。
- 1908年（明治41年）4月 - 上大津東尋常小学校として新たに田に設立される。
- 1910年（明治43年）11月 - 火災により焼失。
- 1911年（明治44年） - 同地に校舎を新築。
- 1914年（大正4年）
  - 6月 - 沖宿町2489番地に校舎が新築移転。
  - 12月 - 菅谷に分教場を設立する。（後の菅谷分校）
- 1941年（昭和16年） - 上大津東国民学校に改称。
- 1942年（昭和17年）4月 - 校歌制定。
- 1947年（昭和22年） - 上大津村立上大津東小学校に改称。
- 1954年（昭和29年） - 上大津村の土浦市への合併に伴い、土浦市立上大津東小学校に改称。
- 1975年（昭和50年）12月 - 校歌を新たに制定。
- 1986年（昭和61年）3月 - 菅谷分校が閉校。同年4月に菅谷小学校が新築。

### 菅谷分校
詳細は「土浦市立上大津東小学校菅谷分校」を参照

## 校訓
「明るい子・強い子・考える子・働く子」

## 通学区域
- おおつ野（1 - 8丁目）
- 沖宿町
- 田村町

市立中学校へ進学する場合、土浦市立土浦第五中学校への進学となる。

## 校歌
滝川巌作詞、山内博作曲。
なお、現在の校歌がつくられる前に、別の旧校歌が存在する。